# Consolidadora turística
Uma consolidadora turística (também conhecida como broker) é uma empresa do ramo turístico cuja atividade consiste em facilitar a venda de passagens aéreas, estadias em hotéis e demais serviços turísticos em geral. Estas empresas atuam como um intermediário entre operadoras, agências de viagem e os fornecedores de serviços em turismo e hospedagem, podendo em alguns casos ceder crédito para pagamento, criar parcerias e distribuir produtos de seus fornecedores a uma carteira de agências e operadoras turísticas parceiras.
Algumas consolidadoras se especializam em determinados produtos do setor turístico, podendo comercializar apenas passagens aéreas e rodoviárias, serviços receptivos, hospedagem e serviços de hotelaria, cruzeiros marítimos ou mesmo mais de um destes produtos ao mesmo tempo. Agências de viagem costumam utilizar as consolidadoras como fornecedores intermediários visando a composição de um mark-up melhor, melhores tarifas e maior variedade de opções para oferecer a seus clientes.
Alguns exemplos de consolidadoras turísticas são empresas como a Abreu em Portugal, RexturAdvance, SakuraTur e EsferaTur no Brasil e consolidadoras de hotéis e serviços turísticos internacionais como a Hotelbeds, Tourico Holidays e a WebBeds.